# بروم (حضرموت)
بروم هي مدينة يمنية تتبع محافظة حضرموت، بلغ تعداد سكانها 2681 نسمة حسب الإحصاء الذي أجري عام 2004.